# Театральная (станция метро, Днепр)
Театра́льная (укр. Театральна) — строящаяся станция Центрально-Заводской линии Днепровского метрополитена. Она будет располагаться между действующей станцией «Вокзальная» и строящейся станцией «Центральная», на проспекте Дмитрия Яворницкого. Рядом — Парк Глобы, улицы Столярова, Половицкая, Скориковский переулок, Днепровский академический театр драмы и комедии, Днепровский театр оперы и балета, с чем и связано название станции.
Проектное название станции — «Парк Чкалова». Именно так в советские времена назывался городской парк, возле которого будет находиться станция.

## Строительство

### 2016 — н.в
Среди всех трёх строящихся станций, именно на «Театральной» ведутся самые активные работы. По состоянию на 3 марта 2021, тоннели на станции были пройдены до пределов оной, началось сооружение наклонного хода. Было пройдено 45 метров тоннелей в сторону станции «Вокзальная», но они всё ещё не соединены с уже действующими. Ведётся выемка грунта для строительства котлована.